# Corásmia (satrapia)
Corásmia (em persa antigo: Uvârazmiya) foi uma satrapia do Império Aquemênida. Corásmia tornou-se parte do Império Aquemênida antes de 522 a.C., conforme menção do rei Dario I, o Grande (r. 522–486 a.C.) na Inscrição de Beistum, onde é declarado que Dario I recebeu Corásmia como um de seus territórios quando tornou-se rei. Parece ter sido governada pelo sátrapa da Pártia.
Na época do rei aquemênida Dario III Codomano (r. 336–330 a.C.), tornou-se um reino independente. Seu rei, Farasmanes concluiu um tratado de paz com Alexandre, o Grande no inverno de 328/327 a.C. Corásmia corresponde nos dias atuais à região moderna de Corásmia.